# Герб Саару
Державний герб Саару (нім. Landeswappen des Saarlandes) — одна з державних емблем землі Саар (разом із державним прапором). Був введений Законом про герб землі Саар від 9 липня 1956 року, що набув чинності з 1 січня 1957 року, коли земля Саар приєдналася до Федеративної Республіки Німеччина. Право на використання герба належить органам державної влади землі Саар. Використання без дозволу є адміністративним правопорушенням.

## Державний герб

### Опис герба

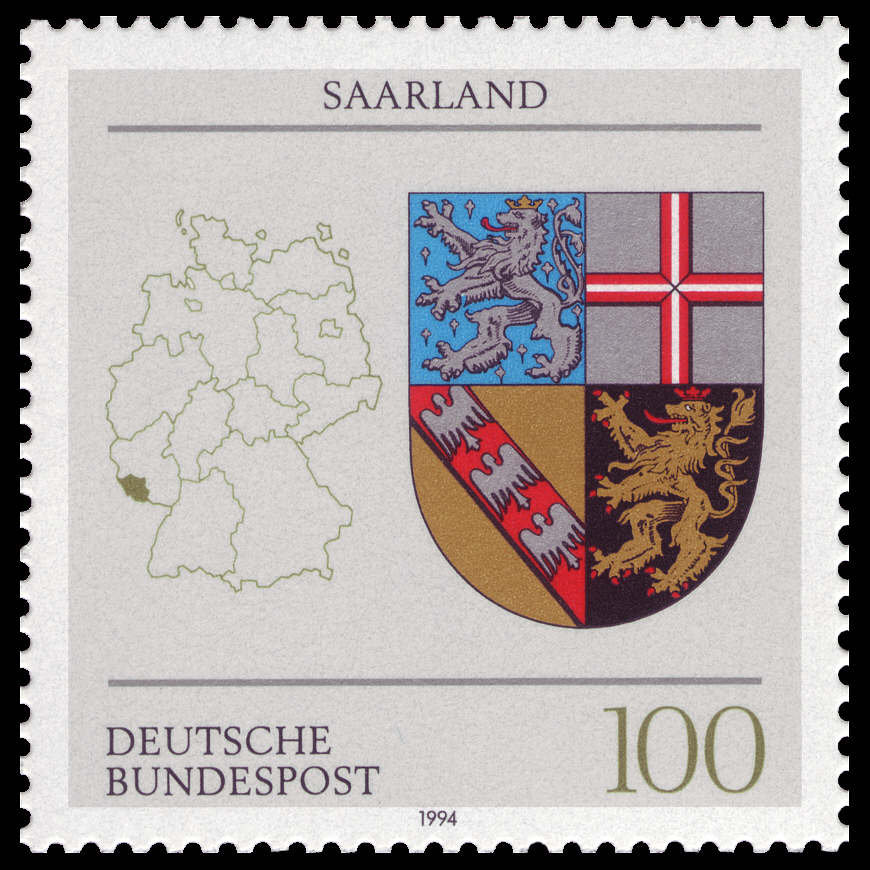
Поштова марка 1994 року із серії: Герби земель Федеративної Республіки Німеччина. Золото та срібло тут показано як метали, а не як кольори.

Офіційний опис герба в цьому законі:
На державному гербі у чвертному напівкруглому щиті зображено з точки зору щитотримача:
* праворуч угорі: у синьому полі, всипаному срібними хрестами срібний лев, увінчаний золотою короною з червоним язиком;
* ліворуч угорі: у срібному полі червоний полірований хрест;
* праворуч унизу: в золотому полі три срібні орли в червоному перев'язі;
* внизу ліворуч: у чорному полі червонокоронований, червоноозброєний і червоноязикий золотий лев.

### Значення

Герби найважливіших історичних утворень на території сучасного Саару
Округ Саарбрюккен
Архієпископство та курфюрство Трір
Герцогство Лотарингія
Герцогство Пфальц-Цвайбрюкен

Державний герб показує символи чотирьох найважливіших князівств, які володіли значною частиною сучасної федеральної держави до 1789 і 1815 років:
- Графство Саарбрюккен: срібний лев, поле, всіяне срібними хрестами графів Саарбрюкен-Комерсі; Срібного лева не слід плутати із золотим левом графів і князів Нассау-Саарбрюккенських, дивіться герб регіональної асоціації Саарбрюкен;
- Трірська архієпархія, архієпископство та курфюрство: червоний, полірований хрест Святого Георгія[3];
- Лотаринзьке герцогство: перев'яз з трьома алеріонами;
- Герцогство Пфальц-Цвайбрюккен: золотий пфальцький лев у чорному полі; спочатку символ графів Пфальцьких біля Рейну. Після того, як у 1214 році баварський герцог Людвіг отримав пфальцграфство, він протягом століть служив загальним символом старобаварських і палатинських Віттельсбахів.

### Історичні передумови

#### Округ Саарбрюккен

Герб принца Людвіга Нассау-Саарбрюккенського, герцога Діллінгенського

Старе графство Саарбрюккен вимерло по чоловічій лінії в 1274 році. Донька-спадкоємець графа Саарбрюкен вийшла заміж за сеньйора Комерсі, створивши сім'ю графів Саарбрюккен-Коммерсі. ЦЦя династія володіла графством Саарбрюкен до 1381 року. Йоганн II Саарбрюкен, останній граф цього дому, помер у 1381 році, залишивши після себе доньку. Вона вийшла заміж за графа Нассау, який вступив у володіння саарбрюкенськими землями. Кілька послідовних ліній його дому правили тут близько 400 років, аж до Французької революції. Останні правителі з лінії Усінгенів так званого Вальрамового племені графів Нассау називали себе князями Нассау-Саарбрюккен. Титул князя вже був наданий батькові першого графа Нассау-Саарбрюкен у 1366 році, але не використовувався. Титул був відновлений у 1688 році для лінії Нассау-Усінген і прийшов до Саарбрюккена у 1741 році через Вільгельма Генріха, який походив з цієї лінії. Рід, який обірвався з графом Людвігом Крато/Крафтом фон Нассау-Саарбрюккен у 1713 році, згодом отримав титул князя від імператора Карла VII у 1742 році. Однак він надавався лише нащадкам жіночої статі. Князі Нассау-Саарбрюкен не мали місця в Імперській раді князів Рейхстагу, а лише право голосу в Колегії графів. Усі лінії графів і князів Нассау з племені Вальрам, включаючи графів і князів Нассау-Саарбрюкен, мали спільний герб з 1660 року. Він був змінений лише у 1805 році принцом, а згодом герцогом Фрідріхом Вільгельмом фон Нассау Фрідріхом Вільгельмом фон Нассау.
Цей герб також використовувався принцом Людвігом Нассау-Саарбрюкенським, який правив до Французької революції, і тому використовувався як державна емблема графства Саарбрюкен. З цього герба, який містить численні частини герба, лев Саарбрюкен-Комерсі, який стоїть у геральдичному верхньому правому полі, був прийнятий на герб Саарланду.

#### Герцогство Пфальц-Цвайбрюкен

Герб Пфальц-Цвайбрюкен близько 1720 року

Основна територія графства Цвайбрюккен спочатку належала володінням графів Саарбрюкен. Його відокремив молодший син цього дому, який став родоначальником графів Цвайбрюкенських. Коли у 1393 році рід графів Цвайбрюкенів вимер, граф Палатин Рупрехт вступив у володіння графством, яке він придбав незадовго до цього. В результаті братського поділу синів короля Пфальц Рупрехта, який помер у 1410 році, Стефан Пфальцький-Зіммерн-Цвайбрюкенський отримав графство Цвайбрюккен і отримав титул герцога. Останній герцог Цвайбрюкенський з дому пфальцграфів Рейну Карл II Август, помер у 1795 році у вигнанні через Французьку революцію. Його брат Максиміліан Йосип успадкував усі володіння Віттельсбаха праворуч від Рейну і згодом став першим королем Баварії. На території нинішнього Саару герцогство Пфальц-Цвайбрюккен володіло Оберамтс-Гомбургом і Цвайбрюкеном, Амт -Ноффельденом і Оберамт-Шаумбургом, який було обміняно з Францією в 1786 році. З великого герба герцогства Пфальц-Цвайбрюккен до герба Саару перейшов серцевий щит — золотий лев з червоною короною на чорному тлі Пфальцу.

#### Архієпископство і курфюрство Трір

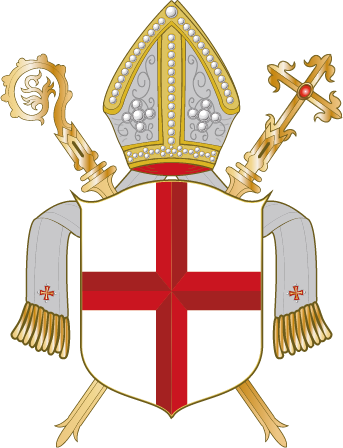
Архієпархія і курфюрство Трір

На додаток до пастирського верховенства своєї єпархії, архієпископи Тріра були також політичними правителями. Вони були курфюрстами Священної Римської імперії від часів прийняття Золотої булли 1356 року. Територія архієпископства та курфюрства Тріра в сучасному Саарі по суті включала район Санкт-Вендель і частку в кондомініумі Мерциг-Сааргау. Кондомініум Мерціг-Сааргау управлявся спільно з герцогством Лотарингія і тому завжди залишався конфліктним об'єктом з численними юридичними суперечками. Постійні юридичні суперечки тривали доти, доки у 1778 році не було остаточно оформлено спільну власність між курфюршеством Трір і Французьким королівством (як правонаступником Лотарингії) не було розділено таким чином, що річка Саар утворила кордон між двома територіями. Гербом курфюрстів Тріра був червоний хрест у сріблі. Кожен з курфюрстів використовував його у щиті зі своїм родинним гербом. Червоний гранований хрест на срібному тлі в гербі Саару був запозичений з герба архієпископства і курфюршества Тріра.

#### Лотаринзьке герцогство

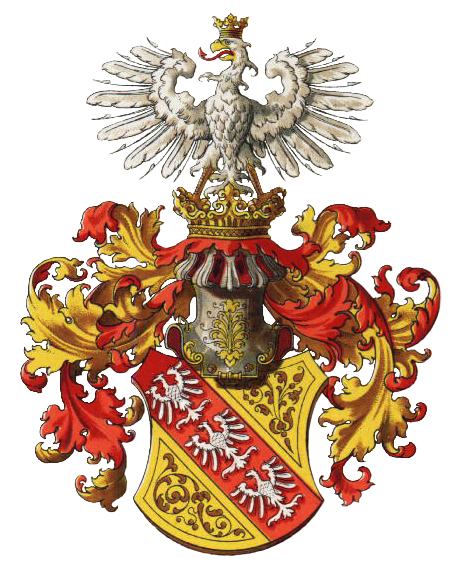
Герцогство Лотарингія

Лотаринзьке герцогство виникло внаслідок поділу Середнього Франкського королівства (Імперія Лотарінга, також Лотарінгія), яке було утворене в 843 році. У 959 році Лотарінгія була розділена на герцогства Верхня Лотарингія і Нижня Лотарингія. Хоча Нижня Лотарингія розпалася на різні території між 1210 і 1360 роками, від Верхньої Лотарингії відокремилося лише Барське герцогство. Значна частина Верхньої Лотарингії залишилася — як Лотаринзьке герцогство — частиною Священної Римської імперії.
В адміністративному поділі герцогство складалося з трьох округів: Беллістум (Bailliage) Нансі/Нанціг, Вогези-Беллістум (Bailliage des Vosges) і німецький Беллістум (Bailliage d'Allemagne). Оскільки території герцогства лежали на території сучасного Саару, вони належали Німецькій беллістиці з офіційним місцем розташування у Валлерфангені-ан-дер-Саар. За договором 1661 року Лотарингія поступилася Франції значними частинами країни. Крім того, в період Возз'єднання французький король Людовик XIV наказав побудувати на лотаринзькій землі фортецю Саарлуї і домігся того, що місто та його околиці стали одним із скромних залишків возз'єднаних територій за Рейсвейкським миром 1697 року. Віденська мирна угода 1738 року, яка поклала край війні за польську спадщину, принесла Лотарингії нового правителя. Польський король у вигнанні Станіслав Лещинський, тесть французького короля Людовика XV, отримав герцогство Лотарингія, а колишній герцог Лотарингії Франц Стефан, чоловік спадкоємиці Габсбургів Марії Терезії, компенсацією — Велике герцогство Тосканське. Після смерті герцога Станіслава Лотарингія мала відійти до Франції. Це правонаступництво відбулося у 1766 році. Тепер країна була об'єднана з Францією і зберігала лише провінційну незалежність.
Родовим гербом герцогів Лотарингії був червоний перев'яз з трьома срібними алеріонами. На шоломі, що вінчає герб, височів срібний орел, готовий до польоту. Бенедиктинський абат Лотарингії та історик Августин Кальмет у своїй великій праці з історії Лотарингії «Histoire de Lorraine» повідомляє про історичну традицію, за якою лотарингський орел був нібито наданий імператором Фрідріхом Барбароссою герцогу Матьє I Лотарингському. В основі був імператорський орел, що мав символізувати тісні стосунки зі Священною Римською імперією. Цей імператорський геральдичний привілей був підтверджений імператором Фрідріхом II герцогу Теобальду I Лотарингському з нагоди його весілля з Гертрудою фон Дагсбург. Герб Лотарингії був червоно-золотим, а перлове намисто з лотаринзьким подвійним хрестом обвивало гербову композицію. У XVIII столітті родовий герб з'явився у вигляді щита з серцем на великому гербі Лотарингії. З цього великого герба герцогства Лотарингія серцевий щит з трьома алеріонами був перейнятий в герб землі Саар.

### Створення державного герба
Герб Саарської області був розроблений Державним архівом Саарбрюккена, який взяв за зразок герб Історичної асоціації Саарської області від 1856 року, в якому були використані ті ж самі чотири часткові герби з незначними варіаціями (наприклад, відсутні срібні хрести), але в іншому розташуванні.

Герб прусської провінції Великого герцогства Нижній Рейн і Рейнської провінції, до якої з початку ХІХ століття належала значна частина Саарської області та адміністративного округу Трір

Про геральдичні згадки про приналежність значної частини землі Саар до держави Пруссія, а в її межах — до провінції Великого герцогства Нижнього Рейну та провінції Рейн у ХІХ та на початку ХХ століть було повністю залишено, оскільки 25 лютого 1947 року Контрольна рада союзників оголосила Пруссію де-юре ліквідованою на тій підставі, що ця держава «завжди була носієм мілітаризму та реакції в Німеччині».
З міркувань економії місця до герба Саару не увійшли геральдичні символи таких історичних володінь на території землі:
- Герцогство Люксембург
- Імперське володіння Бліскастеля
- Імперське володіння Дагстуля
- Імперське володіння Іллінгена
- Імперське володіння Мюнхвайлера
- Імперське володіння Саарвелінгеном
- Імперське володіння Шварценгольца
- Імперське володіння Вольферсгайму
- Імперське володіння Гюттерсдорфа
- Лебахське князівство

### Державна печатка

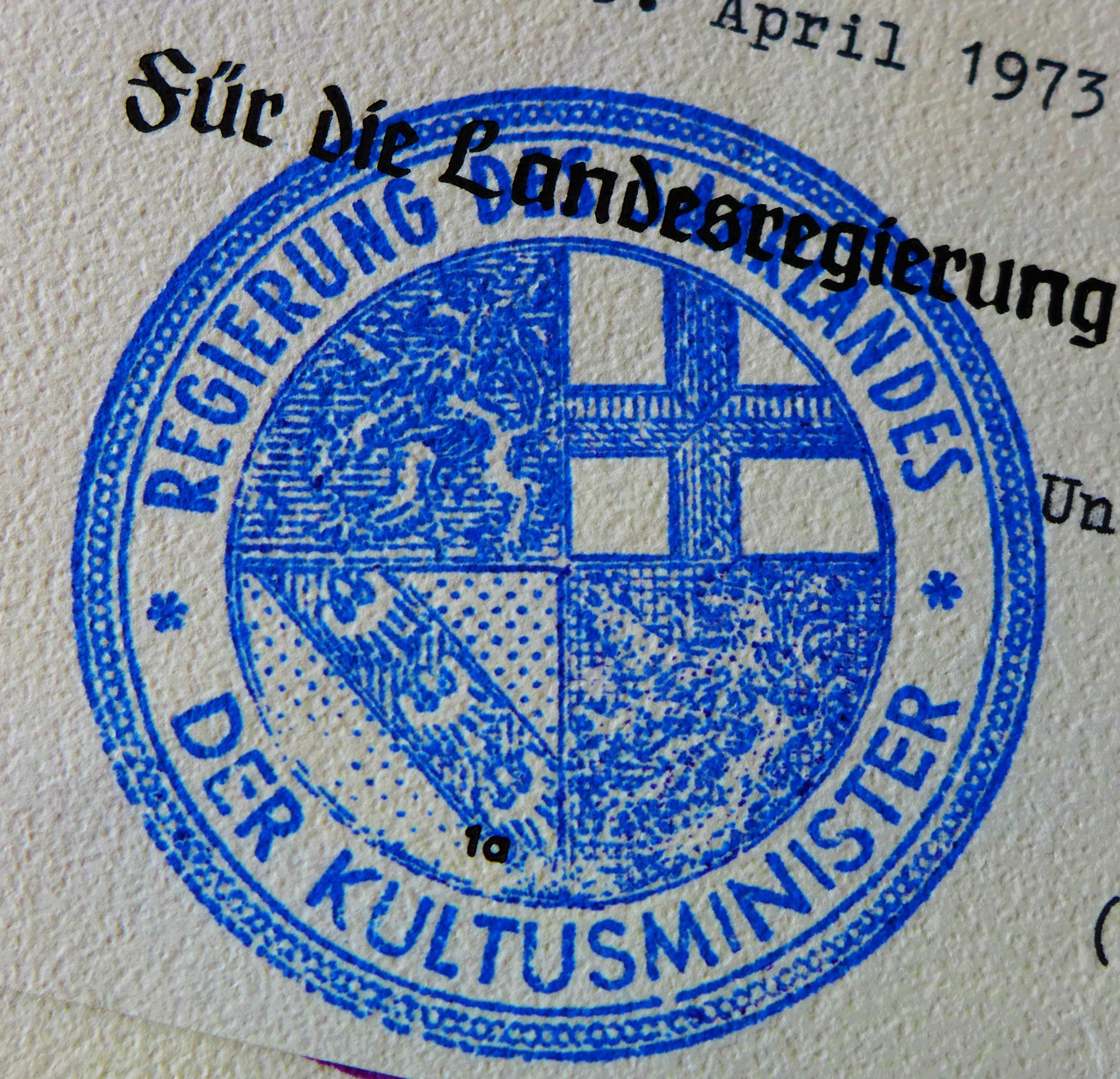
Велика державна печатка землі Саар

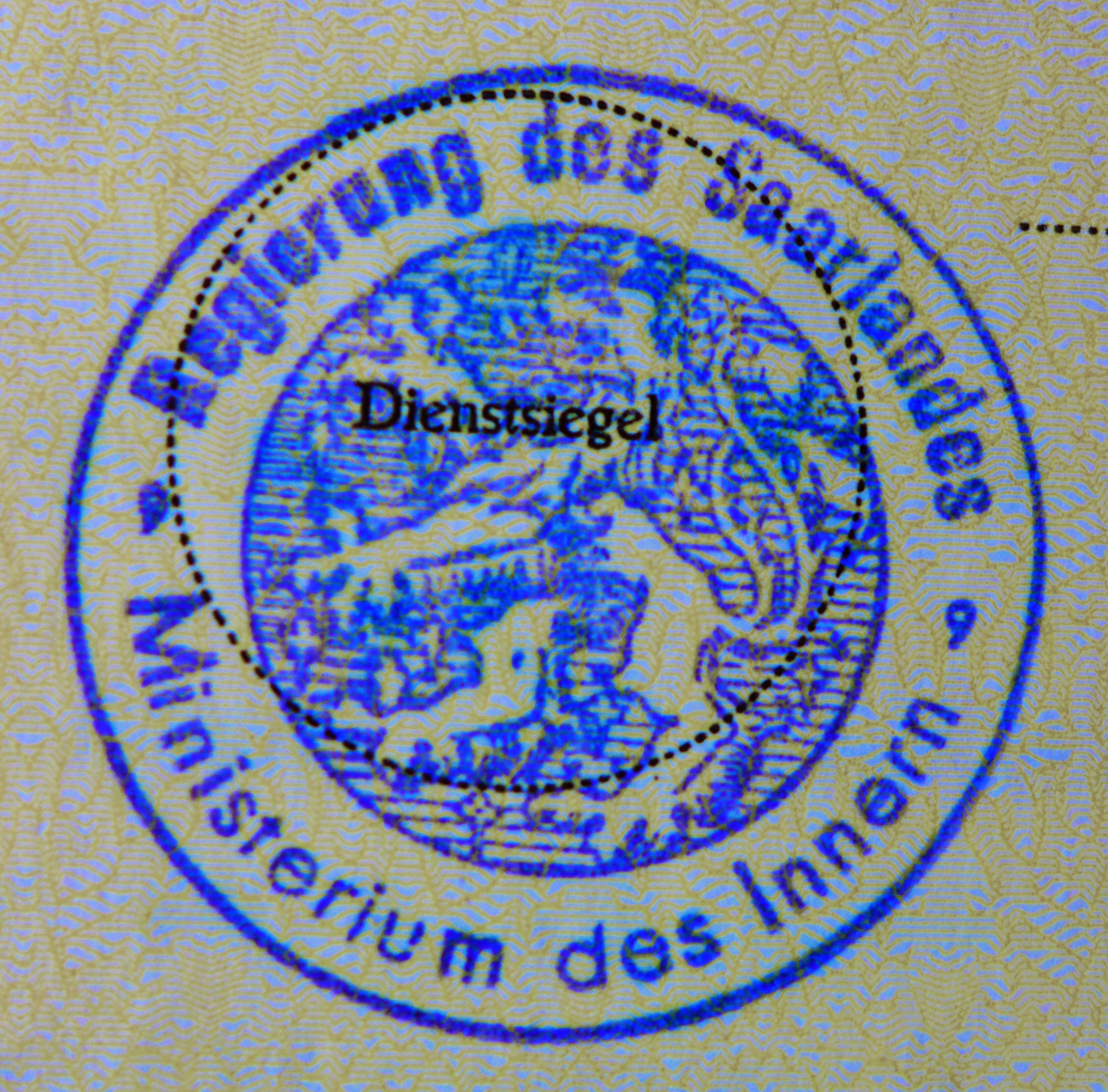
Мала державна печатка землі Саар

Державна печатка Саарланду використовується як державна печатка, як велика державна печатка, як мала державна печатка та як мала державна печатка.
- Державна печатка має діаметр 60 мм, на ній замість напису зображено державний герб і лавровий вінок. Вона використовується президентом парламенту землі Саар і членами уряду землі Саар для церемоніального засвідчення, зокрема, для виконання законів, розпоряджень і призначень.
- Велика державна печатка має діаметр 60 мм, на ній зображено державний герб з написом, що вказує на офіційне найменування органу, який має печатку. Її використовують голова земельного парламенту, члени земельного уряду та голови верховних судів землі Саар.
- Мала державна печатка має діаметр 35 мм і зображує лева у верхньому правому полі державного герба з написом, що вказує на офіційне найменування органу, який має печатку. Вона використовується Президентом Ландтагу, земельними органами влади, органами юстиції та нотаріату, а також юридичними особами публічного права.
- Найменша печатка має діаметр 22 мм, на ній зображено лева у верхньому правому полі державного герба з написом, що вказує на офіційне найменування органу, який має печатку. Адміністративні райони, регіональне об'єднання Саарбрюккен, столиця землі Саарбрюккен, незалежні міста та середні міста, а також муніципалітети використовують печатку відповідного територіального органу влади для всіх завдань, таким чином, не існує поділу між державними та муніципальними завданнями.

### Штандарт
Штандарт («автомобільний прапор») двох найвищих політиків у державі, Президента Державного Парламенту та Міністр-президента, також містить державний герб.

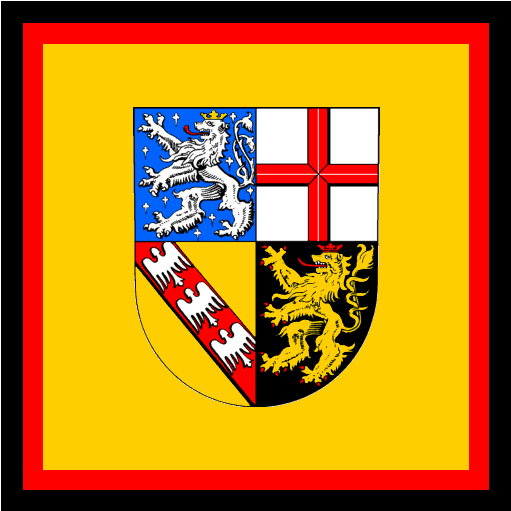
Штандарт

## Геральдичний символ
На відміну від офіційного герба Саару, символ Саару, також відомий як знак або логотип, може використовуватися всіма громадянами (тобто будь-ким) безкоштовно і без дозволу для вираження своєї приналежності і солідарності з Сааром. З цією метою він був наданий у розпорядження широкої громадськості. Символ не може бути змінений/відчужений під час використання або інтегрований в інші, індивідуальні макети. Це стилізована версія державного герба.

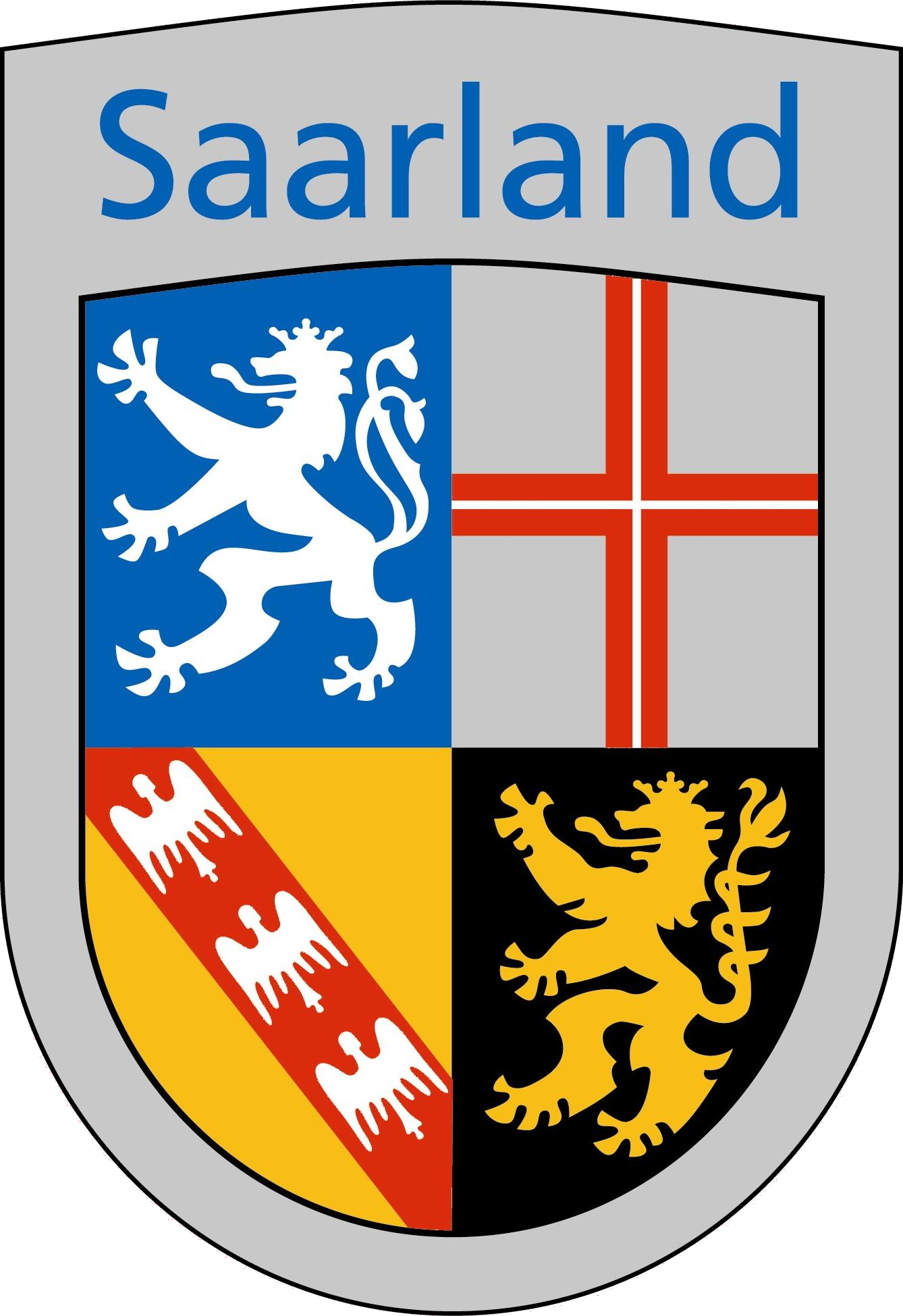
Символ Саару з 2005 року

## Старий державний герб

### 1920—1935 роки
На офіційній печатці Саарської області державний герб був оточений стрічками, прикрашеними стрічками, як символом удачі та родючості, з яких виросло листя аканта, утворюючи арку над гербом. У Саарській області, яка була створена за Версальським договором, 28 липня 1920 року урядова комісія видала такий герб:
- Справа вгорі: срібне колесо поїзда з перехрещеними молотками в чорному полі з міського герба Сент-Інгберт;
- Зліва вгорі: червона троянда в срібному полі святого Йоганна з міського герба Саарбрюккена;
- Справа внизу: золоте сонце, що сходить над синіми хмарами в срібному полі з міського герба Саарлуїса;
- Внизу ліворуч: срібний лев із чотирма хрестами в синьому полі, лев графів Саарбрюкенських з міського герба Саарбрюккена.

Асоційований державний прапор регіону Саар мав синій, білий (геральдичний: срібний) і чорний кольори. Поєднання кольорів державного прапора зайняло основні кольори окремих геральдичних полів герба регіону Саар, але також могло тлумачитися як посилання на кольори найважливіших історичних територій регіону Саар з часів Віденського конгресу, а саме чорно-білий для Пруссії та біло-блакитний для Баварії.

Герб області Саар 1920—1935
Прапор області Саар 1920—1935
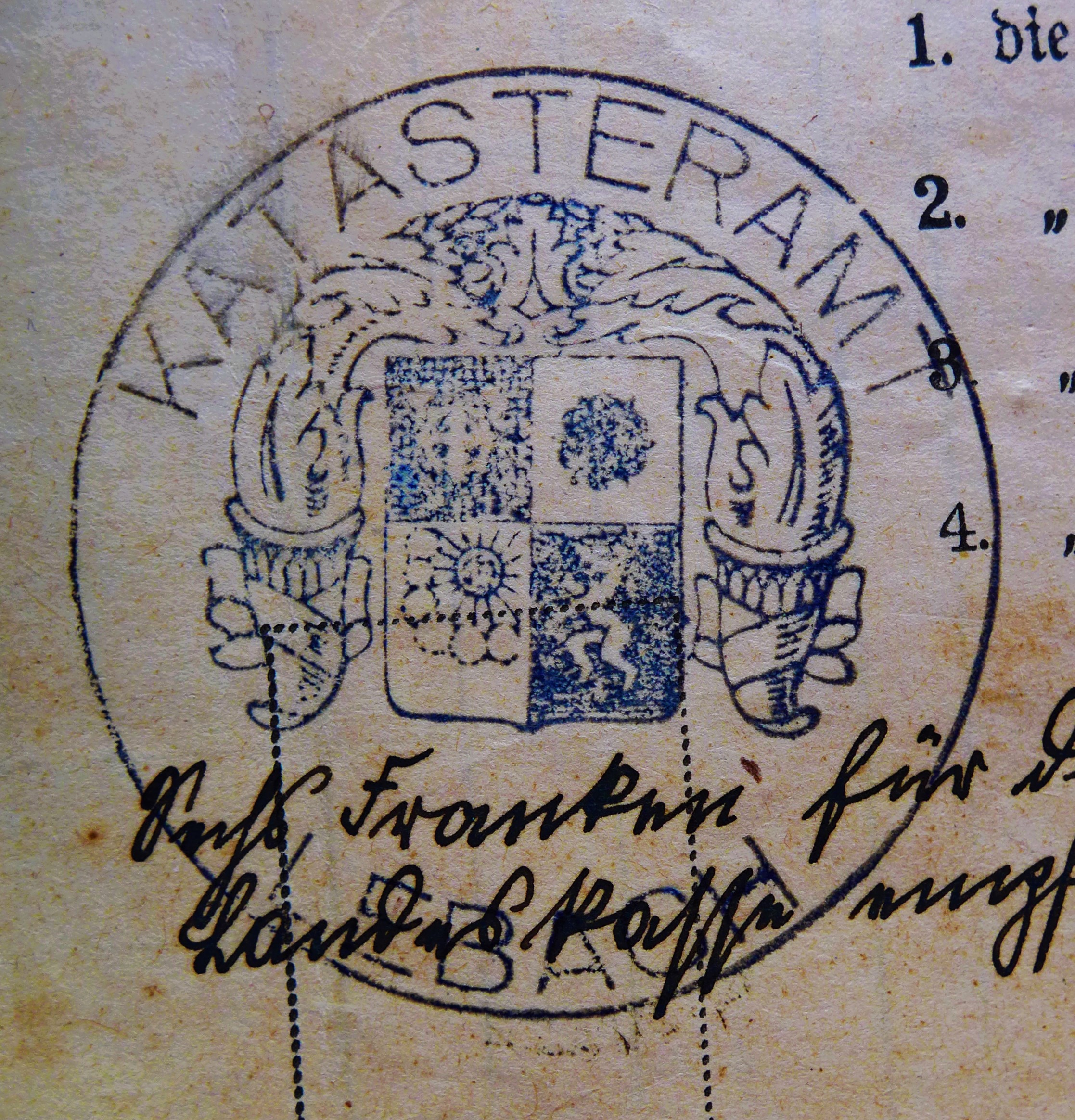
Офіційна печатка регіону Саар із гербом навколо рогу достатку

### 1946—1948 роки

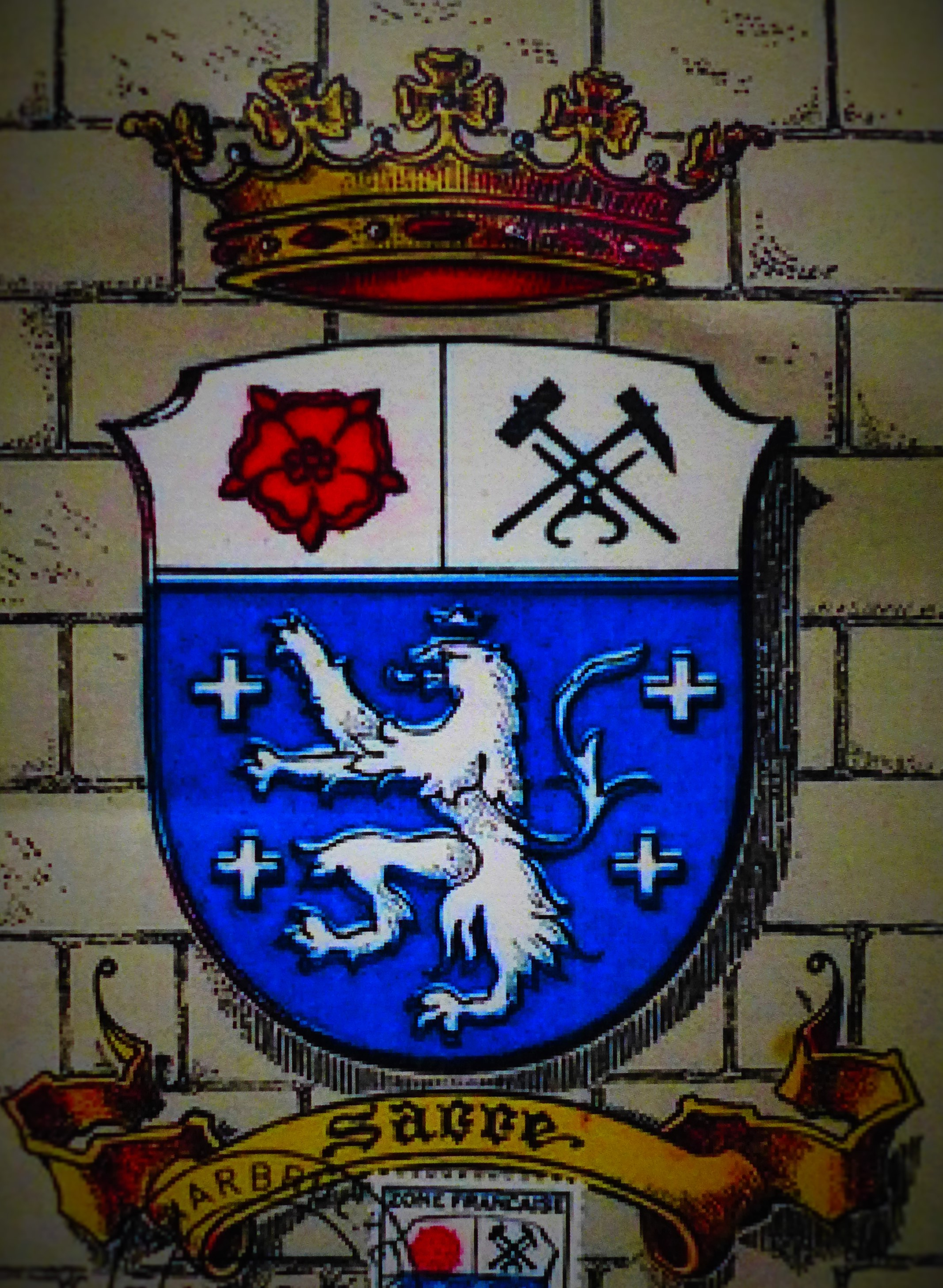
Державний герб землі Саар 1946—1948 увінчаний народною короною

Після відділення Саару від решти французької окупаційної зони був введений новий державний герб. Він складався з малого міського герба Саарбрюккена, без прусського чорного та срібного краю щита. Герб містив червону троянду Святого Іванна у верхній частині на срібному тлі, геральдично ліворуч молоток і кайло в перехрещеній формі над парою плоскогубців для Мальштатта-Бурбаха, а внизу в найбільшому полі срібний лев і чотири хрести з лапами на синьому фоні для Альт-Саарбрюкен. Цей герб і два наступних герби Саарланду позбавляються будь-яких геральдичних згадок про прусську епоху в історії країни.

### 1948—1956 роки
Незважаючи на те, що прапор уже був створений, тепер розширена Саарська область спочатку не мала власного герба, і вони не хотіли використовувати існуючий герб із саарського періоду. У лютому 1948 року уряд землі Саар організував конкурс на отримання нового державного герба. Вимога полягала в тому, щоб елементи, які містяться на зображенні щита, мали містити голуба миру як символ відмови від насильства та/або міст як символ міжнародного взаєморозуміння. Мета полягала в тому, щоб виключити пряме посилання на герб елементів феодальних правлячих родів до історичної області Саар. Рішення конкурсу було прийнято в грудні 1948 року.
На основі нового державного прапора створено біло-срібний латинський хрест на синьо-червоному тлі. У статтях 61 і 62 Конституції землі Саар говориться: Стаття 61: «Прапор країни складається з білого хреста на синьо-червоному тлі». Стаття 62: «Деталі цього, як і державного герба, визначаються законом». Хрест як символ герба в регіоні Саар (крім імперського прапора Священної Римської імперії з білим/срібним хрестом на червоному тлі) вперше був використаний у гербі Трірського архієпископства в червоному відтінку (форма вперше задокументована в 1273 році, відтінок вперше задокументований в 1340/45). Білий (сріблястий) відтінок хреста з'являється як у хрестах герба графства Саарбрюккен (хрести-трилисники зі срібним наконечником як заміна герба лордів Коммерсі, з XVI століття як звичайні хрести) і в Андріївському хресті полкового прапора Нассау — піхоти Саарбрюкена. Хрест також з'явився як подвійний хрест на гербі Лотарингії з 1435 року і використовується в гербах Валлерфангена і Мерцига. Історичні тевтонські лицарі регіону Саар також використовували хрест у своєму гербі (чорний хрест на білому/сріблястому тлі).

14 грудня було опубліковано закон про державний герб.
На підставі статті 61 Конституції землі Саар ландтаг ухвалив наступний закон, який оприлюднюється:

Гербом землі є щит з мостовою короною. Ширина нижнього напівкруглого щита відноситься до його довжини як 4:5. Щит поділений хрестом таким чином, що два верхні поля мають форму квадрата. Ширина розділювальної лінії становить 1/15 ширини щита. Верхні поля - світло-кобальтово-сині, нижні - середньо-вермильйонні. Колір хреста - срібний або білий. Щит облямований срібною або білою смугою завширшки 1/40 ширини щита. Корона моста має середній пурпуровий колір і простягається на всю верхню ширину щита. Міст має чотири опори, з'єднані трьома рівними арками. Висота стовпів становить 1/5, а ширина - 1/12 ширини щита. Висота чистої арки дорівнює ширині стовпів і знаходиться у співвідношенні 1:1 до товщини арки.

Саарбрюкен, 14 грудня 1948 року.
Комбінація кольорів вже була включена в попередній герб з 1946 по 1948 рік і могла бути витлумачена як посилання на французький триколор або на кольори важливих історичних територій регіону Саару, а саме біло-червоний для курфюрства Трір і біло-блакитний для виборчого Пфальцу. Сам біло-срібний хрест мав символізувати мирний і християнський характер усього суспільного життя після краху націонал-соціалістичної системи, а мостова корона як заміна народної корони мала символізувати об'єднавче завдання Саару між сусідніх держав та інших держав Європи, без прямого вказівки в офіційному повідомленні з правовим статусом. Таким чином, іконографія зображення герба (міст як символ міжнародного взаєморозуміння, хрест як знак християнської ціннісної орієнтації) відповідає державним цілям, викладеним у преамбулі до конституції Саарської області:
Тому (...) після подолання системи, яка принижувала і поневолювала людську особистість, щоб встановити свободу, гуманність, право і мораль як основи нової держави, місія якої полягає в тому, щоб прокласти міст до порозуміння між народами і служити миру в усьому світі в пошані до Бога, Ландтаг землі Саар, вільно обраний народом, прийняв таку конституцію:

Прапор Саарланду 1948—1956
Герб землі Саар 1948-1956
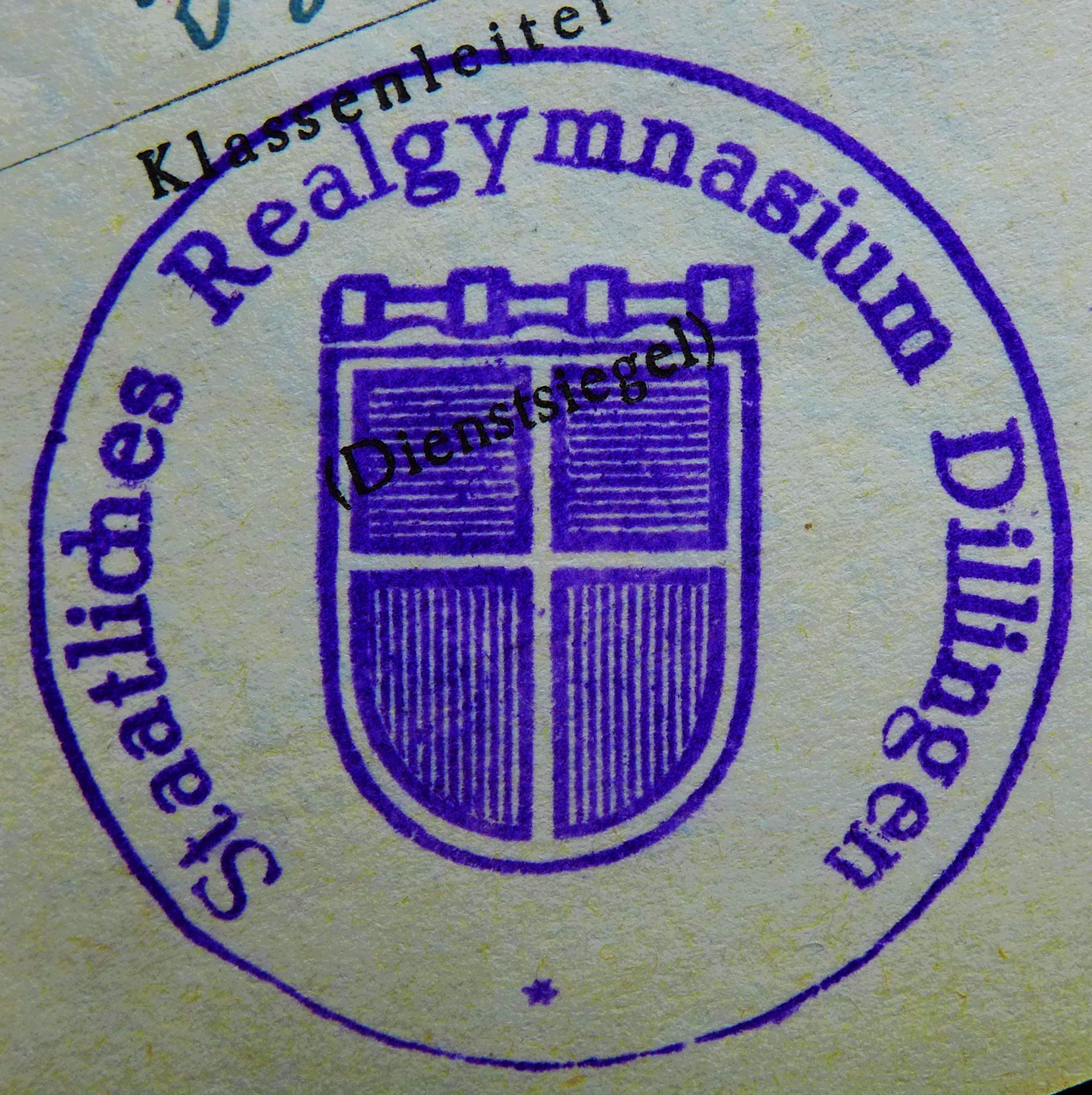
Державна печатка землі Саар (тут як свідоцтво з 1955 року)
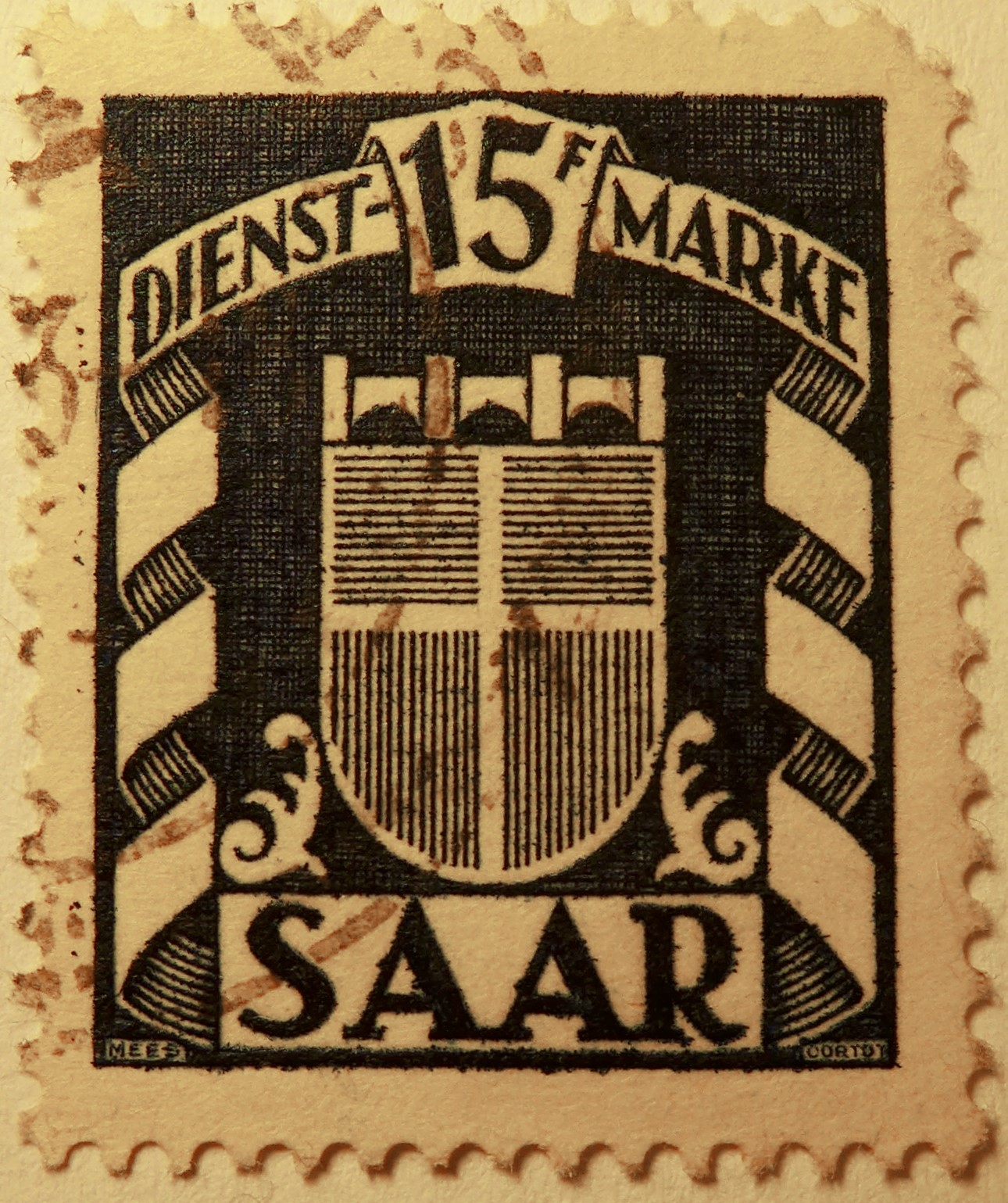
Поштова марка землі Саар
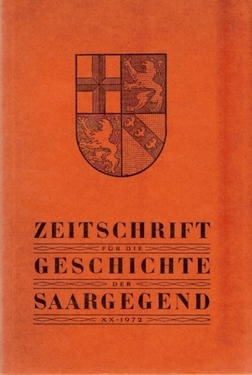
Герб Історичного товариства Саарського регіону з 1856 року як зразок для сьогоднішнього герба